# Sofie Hornemann
Sofie Hornemann (ur. 1 kwietnia 2002 w Kolding) – duńska piłkarka, grająca na pozycji napastnika w klubie Kolding IF.

## Kariera piłkarska

### Kariera klubowa
Wychowanka klubu KoldingQ, w barwach którego w 2019 rozpoczęła karierę piłkarską. Latem 2021 przeniosła się do HB Køge. Po pół roku, wróciła do Kolding IF.

### Kariera reprezentacyjna
W 2019 roku występowała w barwach juniorskiej reprezentacji Danii w turnieju finałowym Mistrzostw Europy U-17 w Bułgarii. Potem również broniła barw juniorskiej reprezentacji Danii U-19, a od 2022 roku młodzieżówki.

## Sukcesy i odznaczenia

### Sukcesy klubowe
HB Køge
- mistrz Danii (1): 2021/22